# Universität Isfahan
Die Universität Isfahan (persisch دانشگاه اصفهان) ist eine 1946 gegründete, staatliche Universität in der Stadt Isfahan im Iran mit 14.000 Studenten und rund 450 wissenschaftlichen Angestellten.